# Upplands runinskrifter 278
Upplands runinskrifter 278 är ett vikingatida runstensfragment av granit i Nibble, Hammarby socken och Upplands Väsby kommun. Runstensfragmentet är 0,8 gånger 0,7 gånger 0,4 meter stort. På toppen av fragmentet finns en huggen slinga med några runor.

## Inskriften
Translitterering av runraden:
aus(t)... ... ...(n) · faþ... ...
Normalisering till runsvenska:
Øyst[æinn](?) ... ... fað[ur](?) ...
Översättning till nusvenska:
Östen ... ... fader ...